# José Manuel Muñoz Calvo
José Manuel Muñoz Calvo (Cornellà de Llobregat, Baix Llobregat, 13 de novembre de 1978) es el un guitarrista i compositor català, que al costat del seu germà David, cantant, del grup català de música rock i pop rock, amb tocs de rumba catalana, Estopa, creat en 1999.